# Bolokhovo
Bolokhovo (en russe : Болохово) est une ville de l'oblast de Toula, en Russie, dans le raïon Kireïevski. Sa population s'élève à 8 738 habitants en 2021.

## Géographie
Bolokhovo est située sur la rivière Olen, un affluent de l'Oka, à 18 km au sud-est de Toula.

## Histoire
Bolokhovo a le statut de ville depuis 1943.

## Population
Recensements ou estimations de la population
| 1939*  | 1959* | 1970*  | 1979*  | 1989*  | 2002*  |
| ------ | ----- | ------ | ------ | ------ | ------ |
| 12 700 | 8 295 | 10 985 | 11 122 | 11 787 | 10 364 |

| 2006   | 2010* | 2012  | 2013  | 2014  | 2015  |
| ------ | ----- | ----- | ----- | ----- | ----- |
| 10 296 | 9 622 | 9 443 | 9 196 | 9 160 | 9 144 |

| 2016  | 2017  | 2018  | 2019  | 2020  | 2021  |
| ----- | ----- | ----- | ----- | ----- | ----- |
| 9 133 | 9 093 | 9 043 | 8 970 | 8 828 | 8 738 |

## Économie
La principale entreprise de Bolokhovo est : OAO Guefes (ОАО "Гефес") qui fabrique de l'équipement pour l'industrie agroalimentaire.